# Ministero statale

La complessa struttura organizzativa di un dicastero: il Dipartimento di Stato degli Stati Uniti d'America.

Un ministero statale (anche dicastero o ministero secondo vari ordinamenti statali, tra i quali quello italiano) è uno degli apparati amministrativi in cui si articola la pubblica amministrazione, al quale vertice è preposto un membro del governo.

## Descrizione

### Denominazioni
In pratica la denominazione dicastero è poco utilizzata: nella maggior parte degli ordinamenti si usa la denominazione ministero (in Italia, Francia, Germania, Spagna, Portogallo, Brasile ecc.) o, soprattutto nei paesi anglosassoni (ma anche, ad esempio, in Svizzera e nelle Filippine), dipartimento. In alcuni ordinamenti, nei quali il titolare del dicastero ha il titolo di segretario di stato, si usa la denominazione segreteria di stato (così a San Marino e negli stati federati del Brasile). In Belgio, dopo la riforma amministrativa del 1999, i ministeri federali hanno assunto la denominazione di servizio pubblico federale.
Certi dicasteri possono poi avere una denominazione particolare: quello alle dipendenze del capo del governo è detto, secondo i Paesi, ufficio del primo ministro, presidenza del consiglio dei ministri, cancelleria, ministero di Stato, ecc. In alcuni Stati dell'America Latina (ad esempio in Brasile) è invece detto cancelleria quello che altrove prende il nome di ministero degli affari esteri (peraltro, l'uso di denominare cancelleria il ministero degli affari esteri è molto diffuso nel gergo diplomatico e politico, anche laddove questa non è la denominazione ufficiale). In Francia è tradizionalmente detto cancelleria il ministero della giustizia, ma non è una denominazione ufficiale.
In Gran Bretagna alcuni dicasteri hanno denominazioni particolari: Foreign and Commonwealth Office (corrispondente a quello che altrove è il ministero degli affari esteri), His/Her Majesty's Treasury (corrispondente approssimativamente ad un ministero delle finanze), ecc. Nella Santa Sede i dicasteri hanno varie denominazioni: segreteria di Stato, congregazioni, pontifici consigli, ecc.
Nei sistemi con più livelli di governo, quali le federazioni e gli stati regionali, sono ripartite in dicasteri tanto l'amministrazione centrale quanto quelle subcentrali, degli Stati federati, regioni ecc. Strutture analoghe si possono inoltre trovare in enti territoriali di livello inferiore, ma in questo caso non viene usata la denominazione ministero: in Italia, a livello regionale, provinciale e comunale si parla di assessorato; in Svizzera, invece, le strutture corrispondenti a livello municipale sono denominate dicastero; nei Paesi anglosassoni la denominazione dipartimento è di solito utilizzata per tutti i livelli di governo.

### Funzioni
Ciascun dicastero è competente per un settore dell'amministrazione o, assai più raramente, per un ambito territoriale. Il numero dei dicasteri varia notevolmente da Stato a Stato, in generale si può dire che è maggiore laddove più ampio e variegato è l'intervento statale; questo spiega perché negli Stati socialisti il numero di dicasteri è molto elevato; negli Stati liberali, invece, si aggira per lo più tra i dieci e i venti. Tra questi vi sono, ovunque, i cosiddetti dicasteri chiave: Affari esteri, Affari interni, Finanze, Difesa (o Guerra), Giustizia. Sono quelli di più antica origine, che rappresentano il nucleo originario delle funzioni statali. Con l'estendersi delle funzioni statali nel corso del XX secolo se ne sono aggiunti altri: alcuni competenti per determinati settori economici (es.: Agricoltura, Commercio, Industria, Trasporti ecc.), altri per l'erogazione di determinati servizi pubblici (es.: Istruzione, Sanità o Salute, Poste ecc.), altri ancora per determinate politiche economiche o sociali (es. Sicurezza sociale, Lavoro, Pari opportunità, Giovani, Cooperazione internazionale, Ambiente ecc.)
Nell'ambito della sua sfera di competenza il dicastero esercita funzioni pubbliche, essenzialmente amministrative, in conformità all'indirizzo politico stabilito dal governo; il membro del governo preposto al dicastero assicura la traduzione dell'indirizzo politico nell'attività amministrativa. Le funzioni amministrative attribuite al dicastero possono consistere tanto nell'esercizio di pubbliche potestà, quanto nell'erogazione di servizi pubblici. Oltre a funzioni amministrative il dicastero può essere investito di funzioni normative: queste, nello Stato di diritto, si riducono al potere regolamentare, giacché la funzione legislativa in senso stretto è riservata al parlamento; tuttavia, anche in quest'ambito, non va trascurato il ruolo svolto dagli uffici ministeriali nell'elaborazione delle proposte di legge che il governo sottopone al parlamento.
Per lo svolgimento delle sue funzioni il dicastero dispone di poteri di spesa nell'ambito degli stanziamenti di bilancio. Sotto questo aspetto tende ad emergere una dialettica tra il dicastero alle finanze, la cui missione principale è reperire le risorse finanziarie per il funzionamento della pubblica amministrazione ed assicurare il rispetto dei vincoli di bilancio, e gli altri dicasteri (cosiddetti di spesa), che invece impiegano tali risorse per lo svolgimento delle loro funzioni.
Nettamente più limitato, rispetto a quello sinora illustrato, è il ruolo dei dicasteri in Svezia. Qui, infatti, i ministeri sono apparati di ridotte dimensioni, che si limitano a decidere le politiche pubbliche, la cui implementazione compete alle agenzie (myndighet). I ministeri possono controllare le agenzie solo attraverso decisioni politiche generali, non potendo impartire loro ordini né interferire con le loro attività quotidiane o la trattazione di singoli casi.

### Struttura
Il dicastero è un ufficio complesso, articolato in una pluralità di uffici (semplici o, a loro volta, complessi) strutturati in una gerarchia con a capo un organo monocratico: il ministro (o Segretario di Stato o, semplicemente segretario, secondo gli ordinamenti) oppure il capo del governo (Primo ministro, Presidente del Consiglio dei ministri, cancelliere, ecc.) o, ancora, in certi paesi, un membro del governo con funzioni particolari, quale l'attorney general degli ordinamenti di common law. Il dicastero assegnato ad un ministro costituisce il suo "portafoglio"; 
vi possono essere ministri preposti ad una pluralità di dicasteri e, in alcuni ordinamenti, dicasteri ai quali sono preposti più ministri. Nella Santa Sede, a differenza che negli ordinamenti statali, la maggior parte dei dicasteri ha al vertice un organo collegiale.
In molti ordinamenti i capi dei dicasteri sono coadiuvati da organi monocratici variamente denominati: "segretari di stato" (quando il titolo non è attribuito ai ministri), sottosegretari di stato, segretari parlamentari (nei paesi che seguono il sistema Westminster), vice ministri, ecc. Questi svolgono funzioni vicarie nei confronti del titolare del dicastero e possono essere preposti ad una parte dello stesso. Oltre che da tali organi di natura politica, il titolare può essere coadiuvato da un organo burocratico, quale, ad esempio, un segretario generale o un segretario permanente (in Gran Bretagna e altri paesi che seguono il sistema Westminster), dal quale dipendono gli altri uffici del dicastero.
Dal punto di vista organizzativo, i dicasteri, come gli apparati pubblici in genere, sono tipiche organizzazioni burocratiche, che fanno ampio ricorso alla formalizzazione come meccanismo di coordinamento; possono avere una macrostruttura di tipo polifunzionale (come i ministeri italiani che hanno quale articolazione di primo livello la direzione generale) o di tipo multidivisionale (come i ministeri italiani che hanno quale articolazione di primo livello il dipartimento). Spesso, oltre agli uffici centrali, i dicasteri hanno uffici periferici, distribuiti sul territorio e competenti per una parte soltanto dello stesso (circoscrizione); tali uffici possono avere compiti esclusivamente preparatori ed esecutivi rispetto all'attività degli uffici centrali (secondo il modello della deconcentrazione) oppure funzioni proprie che esercitano sotto la direzione e il controllo degli uffici centrali (secondo il modello del decentramento burocratico).
All'interno di taluni dicasteri possono esserci organizzazioni dotate di una certa autonomia: un esempio tipico sono le aziende autonome, che esercitano imprese pubbliche.